# 歌川貞虎
歌川 貞虎（うたがわ さだとら、生年不明 - 天保13年3月16日〈1842年4月26日〉）とは、江戸時代の浮世絵師。

## 来歴
初代歌川国貞の門人。通称は与之助（または三之助）、五風亭と号す。「左筆」と落款した作があることから左利きだったと見られる。作画期は文政から天保の頃にかけてで、合巻の挿絵や花鳥画、美人画、役者絵などを描いた。法名は淳岳禅定門、墓所は東京都亀戸の光明寺。

## 作品

### 版本挿絵
- 『千本桜後日仇討』　※合巻、墨川亭雪麿作。天保7年（1836年）刊行
- 『洗髪柳春雨』六巻　※合巻、墨川亭雪麿作。天保11年（1840年）刊行
- 『いろは文庫』　※人情本、為永春水作。天保12年刊行。第四編中の挿絵を貞虎が描く。
- 『開中荘子』3冊　※艶本

### 錦絵他
- 「東都名所女夫尽の内　上野山内女夫杉」　大判錦絵　公文教育研究会所蔵
- 「向嶋弘法大師境内之図」　大判錦絵3枚続　公文教育研究会所蔵
- 「見立二十四孝之内　楊香」　大判揃物のうち　公文教育研究会所蔵　※文政末
- 「東都七福神詣の内　日暮 布袋」　大判揃物　公文教育研究会所蔵　※天保頃
- 「東都高名稲荷尽」　大判揃物　※天保頃
- 「鎌倉七里ヶ浜ヨリ江の嶋遠見ノ図」　大判3枚続　※天保10年頃
- 「隅田川の夕暮」　大判3枚続　※天保13年頃
- 「新吉原 扇屋内七越」　大判　※天保13年頃
- 「役者絵」　団扇絵　※「歌川貞虎左筆」
- 「不忍池　月夜の図」　大判3枚続　中右瑛コレクション
- 「芥子と蝶」　大判　※川正版
- 「皿まわし」　墨摺
- 「仙人」　墨摺